# Xenoglaux loweryi
La civetta di Lowery o civetta baffuta (Xenoglaux loweryi O’Neill and G.R. Graves, 1977) è un uccello rapace notturno della famiglia degli Strigidi, endemico del Perù. È l'unica specie nota del genere Xenoglaux.

## Descrizione
È uno strigide di piccola taglia che raggiunge lunghezze di 13–14 cm, con un peso di circa 50 g.

## Distribuzione e habitat
Questa specie è segnalata in tre diverse località andine del Perù settentrionale, nelle regioni di Amazonas e San Martín.
Il suo habitat tipico è rappresentato dalla foresta nebulosa di alta quota, tra 1.800 e 2.400 m, con abbondanza di piante epifite, bambù, palme e felci arboree.

## Conservazione
La IUCN Red List classifica Xenoglaux loweryi come specie in pericolo di estinzione (Endangered).